# ペトリネット

ペトリネット

ペトリネット（英: Petri net）とは、カール・アダム・ペトリが1962年に発表した離散分散システムを数学的に表現する手法である。モデリング言語としては分散システムを注釈付の有向2部グラフとして視覚的に表現する。

## 概要
ペトリネットは、視覚的、数学的な離散事象システムをモデル化するツールの一つであり、
名前は創始者のカール・アダム・ペトリに由来する。
有向2部グラフ {\displaystyle N=(P,T,A)} で表現され、
頂点集合の2分割 {\displaystyle (P,T)} がそれぞれ、
プレース（丸で表記）、トランジション（棒または箱で表記）
という2種類のノードに対応する。
アーク (矢印で表記) は、プレースから出てトランジションに入るか、
トランジションから出てプレースに入る。
あるプレース {\displaystyle p\in P} に対し、非負整数 {\displaystyle k} が割り当てられたとき、
プレース {\displaystyle p} は {\displaystyle k} 個のトークンでマーキングされていると言い、
このときトークンはプレース {\displaystyle p} 内の {\displaystyle k} 個の点として図示される。
ペトリネットは、マーキングによりシステムの状態を表現し、
特に、マーキングの初期状態のことを初期マーキングと呼ぶ。
マーキングはトランジションの発火により遷移する。
ペトリネットのサブクラスとして、ステートマシンやマークグラフ等がある。ステートマシンはそれぞれのトランジションから多くとも1本のアークが出るか、それぞれのトランジションに多くとも1本のアークが入る。マークグラフはそれぞれのプレースから多くとも1本のアークが出るか、それぞれのプレースに多くとも1本のアークが入る。
また、モノイドの性質も持つ。

## 一般化
- カラーペトリネット（英語版）

## 応用例
- 並行計算
- 性能評価
- 通信プロトコル
- バイオインフォマティクス